# Jakob III. Ruttenstock

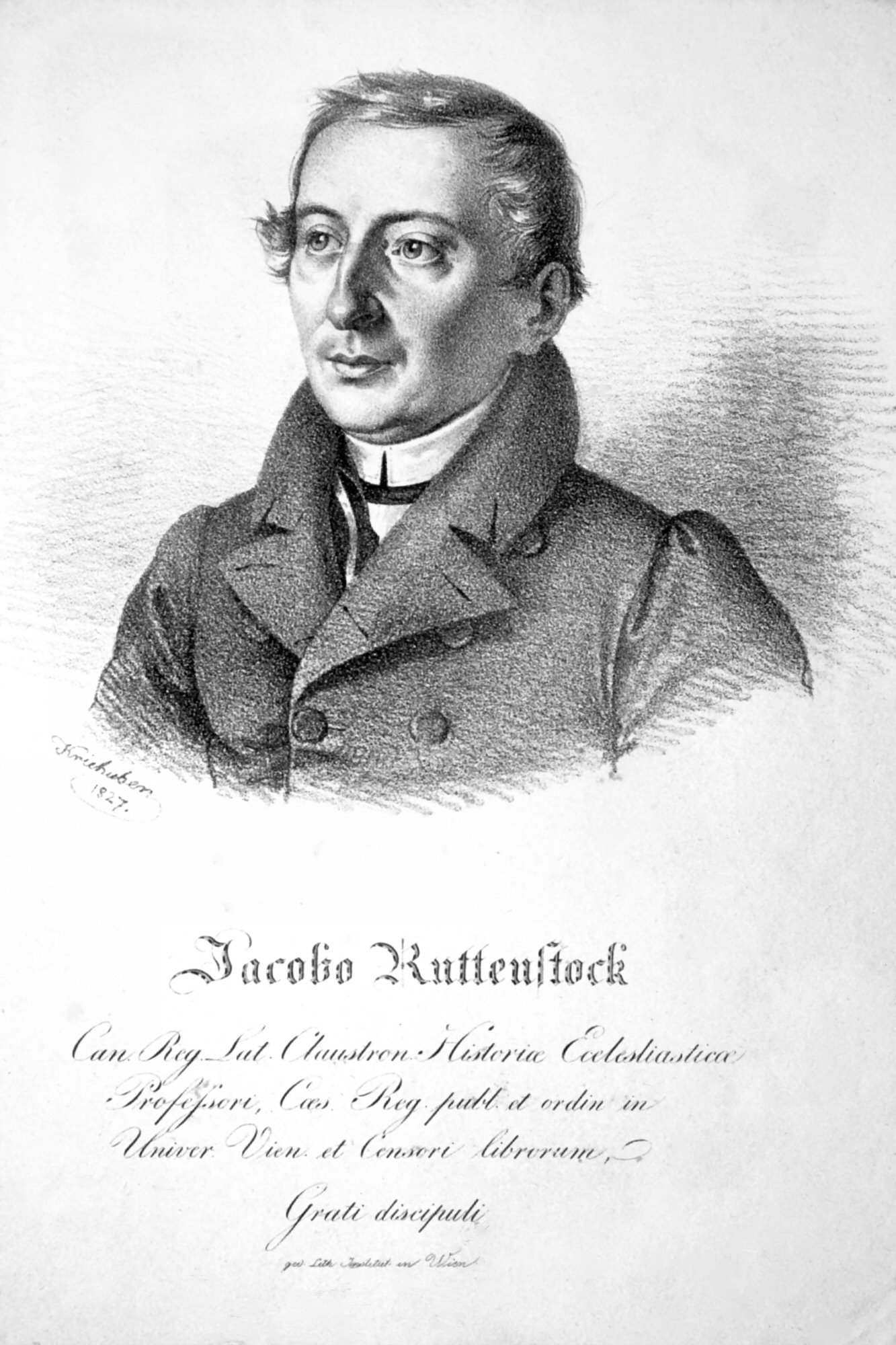
Jacobo Ruttenstock Can[onico] Reg[ulari] Lat[eranensi] Claustron[eoburgensi] Historiae Ecclesiasticae Professori, Caes[areo] Reg[io] publ[ico] ordin[ario] in Univer[sitate] Vien[nensi] et Censori librorum, Grati discipuli – „Für Jakob Ruttenstock, lateranischen Regularkanoniker in Klosterneuburg, kaiserlich-königlichen ordentlichen Professor der Kirchengeschichte an der Wiener Universität und Bücherzensor, die dankbaren Schüler“

Jakob Ruttenstock CanReg (* 10. Februar 1776 in Wien; † 22. Juni 1844 in Klosterneuburg) war Theologe und der 56. Propst des Stiftes Klosterneuburg. Als Professor lehrte er auch an der katholisch-theologischen Fakultät der Universität Wien.

## Leben
Jakob Ruttenstock wurde als Sohn eines Maurers am 10. Februar 1779 in Wien geboren. In den Jahren von 1792 bis 1795 absolvierte er die philosophischen Jahrgänge an der Universität Wien und trat im Anschluss daran in das Chorherrenstift Klosterneuburg ein. Dort wurde er am 6. Oktober 1795 eingekleidet und legte 1800 die ewige Profess ab. Im selben Jahr erfolgte die Priesterweihe. Anschließend wurde er Kaplan der Stiftspfarre, ab 1804 war er als Professor für Kirchengeschichte und ab 1805 auch für Kirchenrecht an der theologischen Lehranstalt des Stiftes tätig. Im darauffolgenden Jahr kam die Ernennung zum Novizenmeister, 1811 jene zum Stiftspfarrer sowie zum Direktor der Stiftsschule. Ab 1813 war er auch Professor für Kirchengeschichte an der Universität Wien, wobei seine Wahl zum Propst (1830) seiner akademischen Karriere ein Ende setzte.
Er zählt zu den bedeutendsten Pröpsten des Stiftes Klosterneuburg, da es ihm gelang, die Finanzen zu sanieren und den unvollendeten Neubau des Klosters (1834–42) fertigzustellen. Im Zuge des Neubaus wurde unter seiner Amtszeit auch die Grabkapelle des Hl. Leopold restauriert. Er leitete auch zahlreiche Bauprojekte in den Stiftspfarren und kaufte die Herrschaften Strebersdorf, Jedlesee und Jedlersdorf an.

## Ehrungen
Für seine Verdienste wurde er vielfach geehrt. So erhielt er 1833 von der Universität Wien das Ehrendoktorat (Dr. theol. h. c.). Für das Studienjahr 1838/39 wurde er zum Rektor der Universität Wien gewählt. Nach seiner Niederlegung des Amtes als Direktor der Gymnasialstudien sowie des Referenten der Studienhofkommission wurde ihm das Ritterkreuz des Leopold-Ordens verliehen. 1892/93 wurde sein Name auf der Ehrentafel der Theologischen Fakultät Wien eingetragen. Zusätzlich wurde er 1832 zum k. u. k. Regierungsrathe ernannt und von den niederösterreichischen Ständen zum Verordneten gewählt.
Am 8. Juni 1909 wurde auf Beschluss des Wiener Stadtrates eine Straße im 12. Wiener Gemeindebezirk nach ihm benannt.

## Werke (Auswahl)
- Predigt. Gehalten an dem Festtage der heiligen Elisabeth bey den ehrwürdigen Elisabethinerinnen auf der Landstraße den 20. November 1814.[5]
- Predigt am Feste der Himmelfahrt Christi (1819).[6]
- Predigt am Feste der Erscheinung des Herrn (1826).[7]
- Institutiones historiae ecclesiasticae N. T. Band 1 und 2 (1932), Band 3 (1934).[8][9][10]
- Predigt bei Gelegenheit der priesterlichen Jubelfeier des Hochwürdigsten, Hochwohlgeborenen Marian Zwinger ... gahalten in der Stiftskirche zu Melk am 6. October 1835.[11]
- Rede, gehalten im Consistorialsaale der k.k. Universität zu Wien, am 1. Oktober 1839, bei der feierlichen Aufstellung des Bildes S. Excellenz des ... Grafen Anton Friedrich Mittrowsky von Mittrowitz und Nemischl.[12]